# أنجيلا ميد
أنجيلا ميد (بالإنجليزية: Angela Meade)‏ هي مغنية ومغنية أوبرا أمريكية، ولدت في 1977 في سنتراليا في الولايات المتحدة.

## وصلات خارجية
- الموقع الرسمي
- أنجيلا ميد على موقع ميوزك برينز (الإنجليزية)